# Solec Kujawski (gromada)
Solec Kujawski – dawna gromada, czyli najmniejsza jednostka podziału terytorialnego Polskiej Rzeczypospolitej Ludowej w latach 1954–1972.
Gromady, z gromadzkimi radami narodowymi (GRN) jako organami władzy najniższego stopnia na wsi, funkcjonowały od reformy reorganizującej administrację wiejską przeprowadzonej jesienią 1954 do momentu ich zniesienia z dniem 1 stycznia 1973, tym samym wypierając organizację gminną w latach 1954–1972.
Gromadę Solec Kujawski z siedzibą GRN w mieście Solcu Kujawskim (nie wchodzącym w jej skład) utworzono – jako jedną z 8759 gromad na obszarze Polski – w powiecie bydgoskim w woj. bydgoskim, na mocy uchwały nr 24/3 WRN w Bydgoszczy z dnia 5 października 1954. W skład jednostki weszły obszary dotychczasowych gromad Kabat, Łęgnowo, Makowiska, Otorowo, Plątnowo, Przyłubie i Wypaleniska ze zniesionej gminy Solec Kujawski oraz obszar lasu 546,34 ha z dotychczasowej gromady Brzoza ze zniesionej gminy Bydgoszcz w powiecie bydgoskim, a także większą część gromady Osiek Wielki-Nadleśnictwo (5564 ha) ze zniesionej gminy Rojewo w powiecie inowrocławskim w tymże województwie. Dla gromady ustalono 23 członków gromadzkiej rady narodowej.
1 stycznia 1959 do gromady gromady Solec Kujawski włączono wieś Chrośna z gromady Rojewice w powiecie inowrocławskim w tymże województwie.
31 grudnia 1961 z gromady Solec Kujawski wyłączono część obszaru wsi Przyłubie (enklawa o powierzchni 11,6229 ha stanowiąca parcele nr nr kat. 91/17–100/17, 87/18–90/18, 103/24 i 104/24 karty mapy 2 obrębu Przyłubie), włączając ją do wsi Zławieś Wielka w gromadzie Toporzysko w powiecie toruńskim w tymże województwie.
1 stycznia 1969 z gromady Solec Kujawski wyłączono grunty o powierzchni ogólnej 64,46 ha, włączając je do miasta (na prawach powiatu) Bydgoszczy w tymże województwie.
Gromada przetrwała do końca 1972 roku, czyli do kolejnej reformy gminnej. 1 stycznia 1973 w powiecie bydgoskim reaktywowano gminę Solec Kujawski.